# Diego Rivera
Diego María de la Concepción Juan Nepomuceno Estanislao de Rivera y Barrientos (Guanajuato, 8 de diciembre de 1886-Ciudad de México, 24 de noviembre de 1957), conocido como Diego Rivera, fue un pintor realista, cubista y muralista mexicano. 
Es conocido por sus obras pictóricas de alto contenido político y social en edificios públicos. Fue creador de diversos murales en distintos puntos del ahora llamado centro histórico de Ciudad de México, así como en la Escuela Nacional de Agricultura de Chapingo.

## Biografía y carrera

### 1886-1908: primeros años
Su padre fue Diego Rivera Acosta y su madre María del Pilar Barrientos. Nació el 8 de diciembre de 1886 en la ciudad de Guanajuato. Al año y medio de haber nacido murió su hermano gemelo Carlos María, mientras Diego, que padecía raquitismo y tenía una constitución muy débil, se mantuvo con vida. Diego fue registrado bajo el nombre de Diego María Rivera, y fue bautizado como Diego María de la Concepción Juan Nepomuceno Estanislao de Rivera y Barrientos Acosta y Rodríguez. En contra de los deseos de su padre, que prefería que ingresara en el Colegio Militar, a partir de 1896 comenzó a tomar clases nocturnas en la Academia de San Carlos de la capital mexicana, donde conoció al célebre paisajista José María Velasco. En 1905, recibió una pensión del Secretario de Instrucción Pública y Bellas Artes, Justo Sierra, y en 1907, otra del entonces gobernador de Veracruz, Teodoro A. Dehesa Méndez, que le permitieron viajar a España a hacer estudios de obras como las de Goya, El Greco y Brueghel e ingresar en el taller de Eduardo Chicharro, uno de los retratistas más sobresalientes en Madrid.

### 1909-1920: primer matrimonio e inicios artísticos en Europa
En 1909, se trasladó a París, donde conoció a Angelina Petrovna Belova, conocida como Angelina Beloff, pintora rusa con quien inició una relación amorosa que duró diez años y con quien contrajo su primer matrimonio. A diferencia de José Clemente Orozco, un artista afiliado al Ejército Constitucionalista, específicamente con el general Álvaro Obregón, y a diferencia también de David Alfaro Siqueiros, quien era oficial de alto rango, Diego Rivera no tuvo una participación directa en el conflicto político y militar de la Revolución Mexicana, como tanto se cree.[cita requerida]
A partir de entonces y hasta mediados de 1916, alternó su residencia entre México, Ecuador, Bolivia, Argentina, España y Francia, país este último en el cual tuvo los primeros contactos con los artistas de Montparnasse. Tuvo acercamientos con Alfonso Reyes Ochoa, Pablo Picasso y Ramón María del Valle-Inclán y, en general, con aquellos que participaron en las nuevas corrientes de Europa, como el cubismo, en el que también Diego se vio envuelto. En 1917, influido por las pinturas de Paul Cézanne, se introdujo en el postimpresionismo, y logró captar la atención con sus acabados y vivos colores, a diferencia de otros muralistas mexicanos que aún no cobraban popularidad.
Ese mismo año, en París, nació su primer hijo, llamado Diego, con su esposa Angelina Beloff que, sin embargo, murió al año siguiente. En 1919, nació su hija Marika Rivera, de su relación con Marievna Vorobieva-Stebelska, a quien nunca reconocería legalmente, pero sí sostendría económicamente.
Hacia 1920, y gracias al entonces embajador de México en Francia, Alberto J. Pani, Rivera abandonó el país, y también a Angelina Beloff, y emprendió un viaje a Italia, donde comenzó el estudio del arte renacentista. Por esas mismas fechas, Álvaro Obregón designó a José Vasconcelos como secretario de Educación.

### 1921-1928: segundo matrimonio y regreso a México
En 1921, Rivera regresó a México, donde participó en el renacimiento de la pintura mural, iniciado por otros artistas y patrocinado por el gobierno en las campañas emprendidas por Vasconcelos y en las cuales participó al lado de los muralistas mexicanos José Clemente Orozco, David Alfaro Siqueiros y Rufino Tamayo, así como el artista francés Jean Charlot.
En enero de 1922, comenzó a pintar su primer mural, intitulado La creación, en el interior del Anfiteatro Simón Bolívar de la Escuela Nacional Preparatoria de la entonces llamada Universidad Nacional de México. Lo asistieron Carlos Mérida, Jean Charlot, Amado de la Cueva y Xavier Guerrero. El tema central es la formación de la raza mexicana. La figura central es un hombre que nace del árbol de la vida. Su obra pictórica comenzaría a convertirse en un factor considerable y de influencia para el movimiento muralista mexicano y latinoamericano.
En septiembre de 1922, inició el fresco en la Secretaría de Educación Pública. Se convirtió también en el cofundador de la Unión de Pintores, Escultores y Artistas Gráficos Revolucionarios.
En diciembre de ese mismo año, se casó con Guadalupe Marín, también conocida como "La Gata Marín", a quien conoció a través de Julio Torri mientras elaboraba el mural. Con ella tuvo dos hijas: Lupe, nacida en 1924, y Ruth, nacida en 1926.
Ese mismo año, se afilió al Partido Comunista Mexicano, uno de los grandes factores influyentes de su pintura y del cual fue precandidato a la presidencia de la república en 1929. También se le otorgaron los permisos necesarios para comenzar las pinturas y murales del Palacio de Cortés, en Cuernavaca, Morelos, y en la Escuela Nacional de Agricultura, en Chapingo, así como en el Palacio Nacional de la Ciudad de México, donde de 1929 a 1935 creó un ciclo narrativo sobre la historia del país desde los tiempos de los mexicas hasta el siglo XX.
Hacia 1927, Rivera fue invitado a los festejos de los primeros diez años de la Revolución de Octubre en la Unión Soviética, por lo que partió hacia Moscú. En 1928 se divorció de Guadalupe Marín. 

### 1929-1939: primer matrimonio con Frida Kahlo
Contrajo matrimonio con Frida Kahlo el 21 de agosto de 1929. Este mismo año, fue expulsado del Partido Comunista Mexicano. En 1930, Frida se embarazó por primera vez. Sin embargo, debido a la posición anómala del feto y a las secuelas del accidente de 1925, el embarazo de tres meses debió ser interrumpido, según decidió el médico Jesús Marín. Por aquel entonces otros médicos opinaron que probablemente Frida nunca podría tener hijos. A inicios de 1930, fue invitado a Estados Unidos para la realización de diversas obras, donde su temática comunista desataría importantes contradicciones, críticas y fricciones con los propietarios, con el gobierno y con la prensa estadounidense. Fue invitado por el arquitecto Timothy L. Pflueger para que pintara para él. Después de llegar en noviembre, acompañado por Kahlo, Rivera pintó un mural para el club de la ciudad de la Bolsa de San Francisco por 2500 dólares y un fresco en la Escuela de Bellas Artes de California, el cual más tarde se trasladó a lo que hoy es la Galería Diego Rivera en la Escuela de Arte de San Francisco.

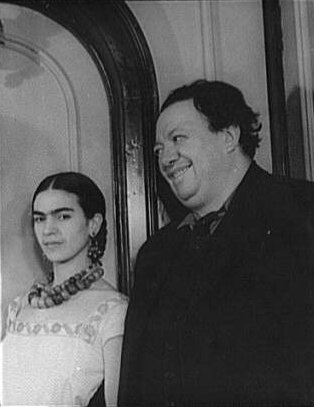
Fotografiado por Carl van Vechten junto a Frida Kahlo en 1932.

En 1932, le encargaron los Murales de la Industria de Detroit para el Instituto de Artes de Detroit. En consecuencia, él y Frida emigraron brevemente a la ciudad de Detroit. Volvieron a México en 1933. El mismo año, el millonario Nelson Rockefeller lo contrató para pintar un mural en el vestíbulo de entrada del edificio RCA, en la ciudad de Nueva York. Era el edificio principal de un conjunto de construcciones que habría de conocerse con el nombre de Rockefeller Center. El edificio, situado en Fifth Avenue, una de las avenidas más famosas, se convirtió en uno de los emblemas más importantes del capitalismo, y Diego Rivera diseñó, para esta ocasión, el mural denominado El hombre en la encrucijada o El hombre controlador del universo. Sin embargo, cuando se encontraba a punto de completarlo, incluyó en el mismo un retrato de Lenin. La reacción de la prensa y la controversia que suscitó fue inmediata y vociferante. Rockefeller vio el retrato como un insulto personal, y mandó cubrir el mural y más tarde ordenó que fuera destruido. Rivera, poco después de ese incidente, regresó en 1934 a México, donde pintó el mismo mural, El hombre en el cruce de caminos, en el tercer piso del Palacio de Bellas Artes.
En 1937, él y Frida conocieron a León Trotski, un revolucionario soviético exiliado, a quien le ofrecieron su casa de Coyoacán para que pudiera vivir con su esposa. Al poco tiempo, Frida comenzó un fugaz amorío con él. Cerca de 1939, adoptó la ideología trotskista de León Trotski, y en el Sindicato Único de Trabajadores de la Construcción de la Ciudad de México, gremio sindical de Juan R. de la Cruz que Fernández Vilchis capacitó y formó políticamente, se comenzó a tocar el tema de formar parte de un grupo de la IV Internacional. Ante la discordia entre los miembros, y debido a que el movimiento se estaba sacrificando a los intereses personales de Trotski, Diego Rivera consideró necesario disolver esta sección mexicana. Posteriormente, Kahlo y Rivera cambiaron sus pensamientos políticos, pasando a ser estalinistas, lo que provocó un distanciamiento entre ellos con Trotsky. No obstante, este último trató de reavivar su relación con Frida, escribiéndole para que no lo abandonara, pero ella nunca respondió.
Luego de llevar un matrimonio disfuncional de maltratos emocionales e infidelidades cometidas por parte de los dos, destacando en especial una aventura que Diego tuvo con Cristina Kahlo, hermana menor de Frida, Rivera le pidió el divorció el 6 de noviembre de 1939. Su separación matrimonial se consumó oficialmente en enero de 1940.

### 1940-1954: segundo matrimonio con Frida Kahlo y obra artística
El 24 de mayo de 1940, David Alfaro Siqueiros intentó asesinar a León Trotski, quien aún se encontraba residiendo en la casa de Frida en Coyoacán. A raíz de este ataque, se realizó un allanamiento en dicha vivienda y ella fue detenida por la policía durante algunas horas. El 21 de agosto, Trotski fue asesinado a los 60 años, lo que provocó que Diego Rivera y Frida Kahlo fueran acusados de haberlo matado por la cercanía que tenían con él. Ambos fueron arrestados, pero al final fueron dejados en libertad. Esta situación hizo que, a pesar de haberse divorciado, los dos formaran un vínculo fraternal más fuerte. Sin soportar estar separados el uno del otro, tomaron la decisión de contraer matrimonio nuevamente el 8 de diciembre del mismo año.
En 1943, Diego Rivera fue uno de los miembros fundadores de El Colegio Nacional. Hacia 1947, pintó una de sus obras más importantes, Sueño de una tarde dominical en la Alameda Central, en el entonces recién construido Hotel del Prado de Ciudad de México. También integró, junto con José Clemente Orozco y David Alfaro Siqueiros, la comisión de Pintura Mural del Instituto Nacional de Bellas Artes.
En 1950, ilustró Canto general, de Pablo Neruda, y ganó el Premio Nacional de Ciencias y Artes de México. En 1952, realizó el mural denominado La Universidad, la familia mexicana, la paz y la juventud deportista en el Estadio Olímpico Universitario. En 1953, creó una de sus más grandes obras. Se encuentra en el Teatro de los Insurgentes, en Ciudad de México. Tiene un gran significado histórico; cada una de las imágenes representa parte de la historia del país. El mural está hecho de teselas de vidrio esmaltadas sobre placas de la marca Mosaicos Venecianos, y la colocación estuvo a cargo del maestro Luigi Scodeller.
Un año después, el 13 de julio de 1954, Frida Kahlo falleció a los 47 años de edad, a causa de complicaciones derivadas del accidente de tránsito que había sufrido en 1925. Durante el funeral, a Diego Rivera se lo vio muy afectado y aceptó abrir el cajón para que el cuerpo de Frida fuese fotografiado por la prensa.

### 1955-1957: último matrimonio y muerte
En 1955, contrajo matrimonio con la que sería su última esposa, Emma Hurtado.

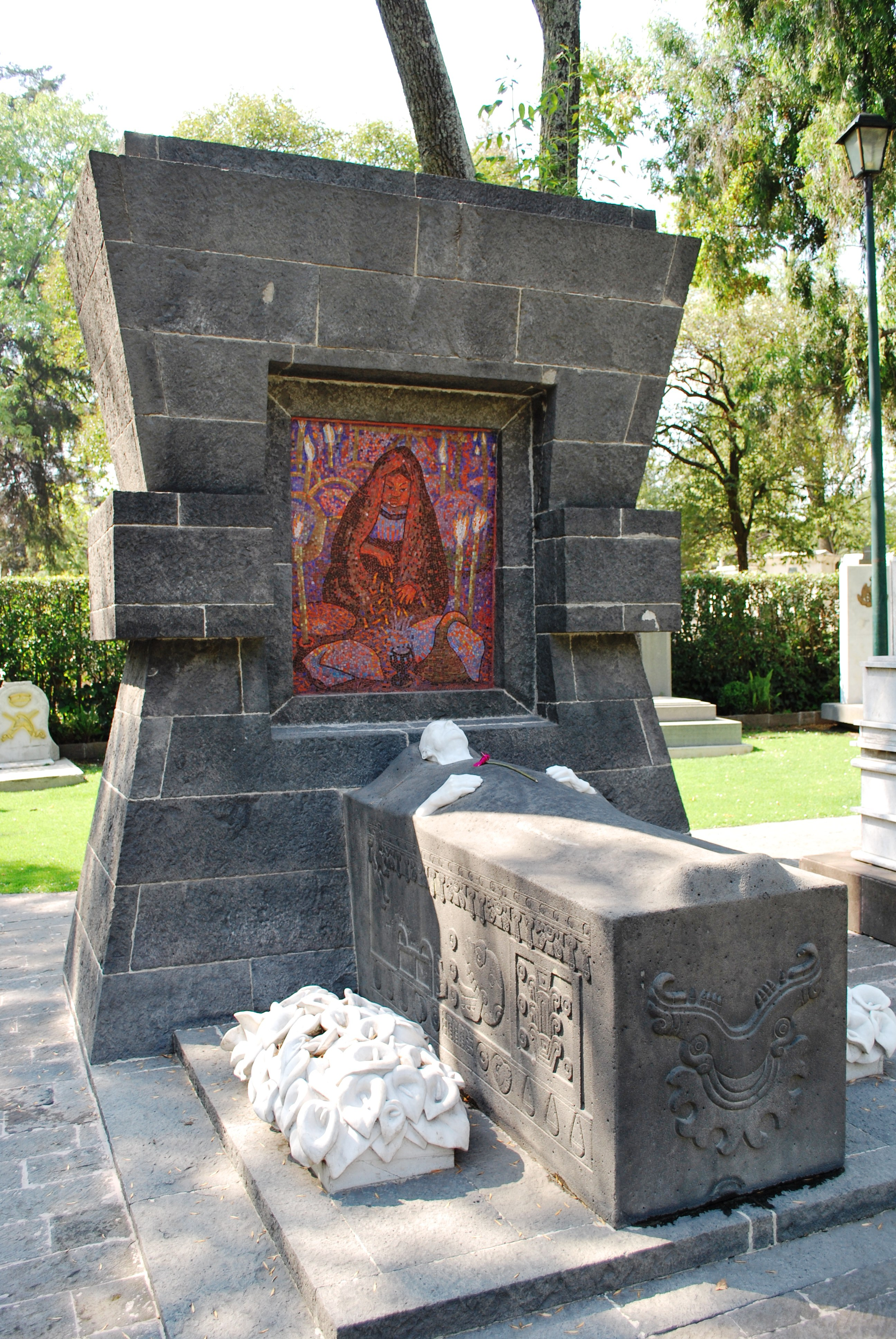
Tumba de Rivera en la Rotonda de las Personas Ilustres, fotografiada en 2009.

El 24 de noviembre de 1957, Rivera falleció en su casa estudio de Ciudad de México a los 70 años de edad. Su cuerpo fue enterrado en la Rotonda de las Personas Ilustres, localizada en la misma ciudad dentro del Panteón Civil de Dolores.

## Legado

### Homenajes y reconocimientos
- La calle adyacente al Museo Casa Estudio Diego Rivera y Frida Kahlo lleva el nombre del artista.[28]

- Desde 2010 hasta 2019, el Banco de México, como homenaje, presentó en los billetes de 500 pesos la imagen de Diego Rivera. La de Frida Kahlo aparecía al reverso.[29][30]

- El 8 de diciembre del 2011 el buscador Google le dedicó un doodle, con motivo del 125 aniversario de su nacimiento.[31][32][33][34]

### Exposiciones retrospectivas
En 2018, en Moscú en el Centro de Exposiciones Manezh, junto al Jardín de Alejandro y las murallas del Kremlin, se organizó una exposición que recogía la obra de Diego Rivera y Frida Kahlo, titulada Viva la vida. Frida Kahlo y Diego Rivera. La exposición fue organizada por la fundación cultural e histórica Sviaz vremión (El enlace de los tiempos) y el Museo Fabergé de San Petersburgo, y con la colaboración del Departamento de Cultura de Moscú.
La exposición plantea la vida y obra de Frida Kahlo y Diego Rivera como dos caminos paralelos que se encuentran en el arte, el amor y el desamor, la traición, los celos o la reconciliación, sin entrar en temas políticos.
Las obras proceden de colecciones privadas de América Latina y de Europa, pero especialmente importante es la aportación hecha por el Museo Dolores Olmedo, de Ciudad de México.
La muestra reúne las cartas que Frida Kahlo envió a Diego Rivera entre 1940 y 1953. Estas cartas pertenecen a la colección personal de Anne-Marie Springer.

## Obras

### Realismo

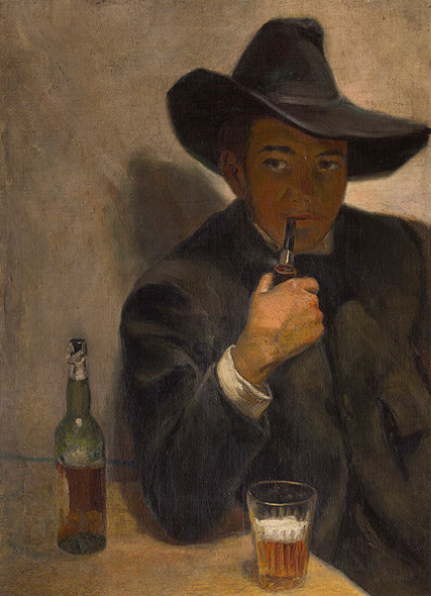
Autorretrato con sombrero de ala ancha (1907)
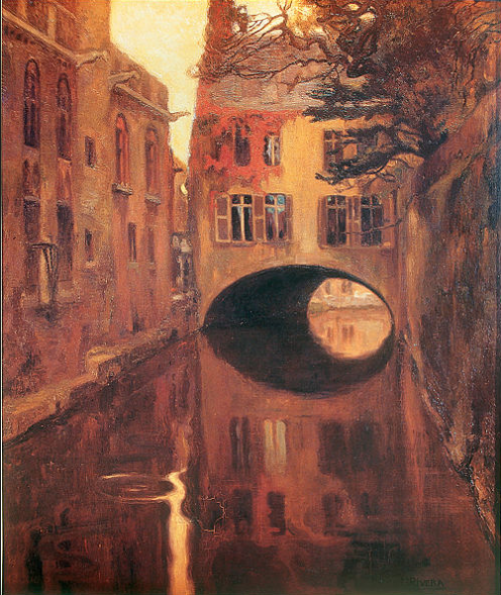
La casa sobre el puente (1909)
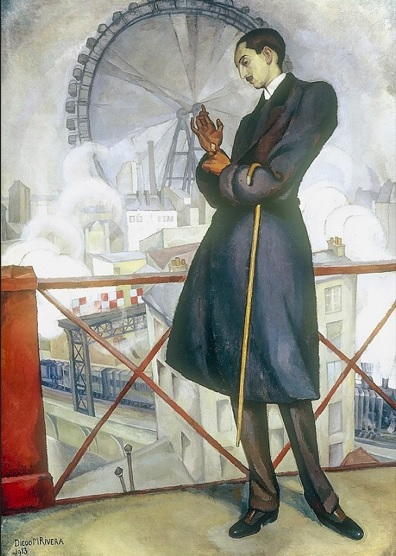
Retrato de Adolfo Best Maugard (1913)

### Cubismo

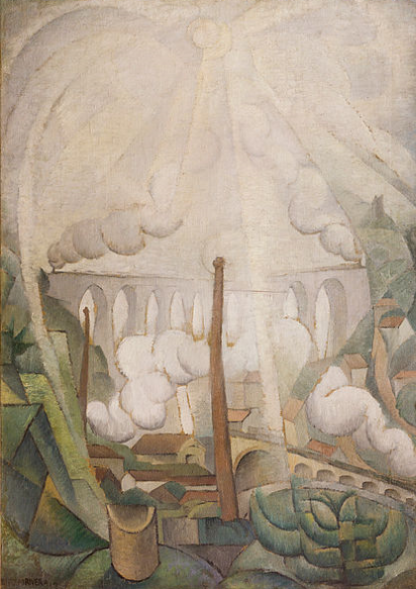
El sol rompiendo la bruma (1913)
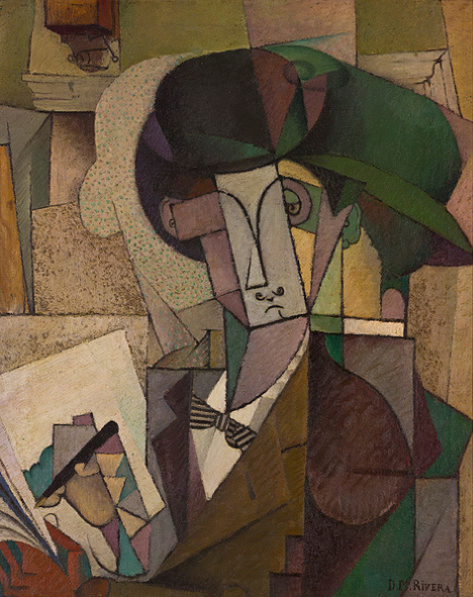
Hombre joven con una pluma estilográfica (1914)
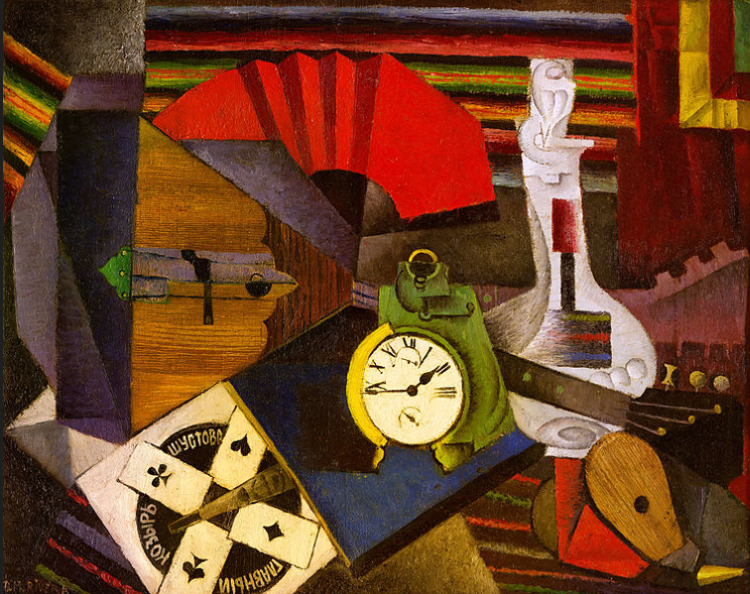
El despertador (1914)
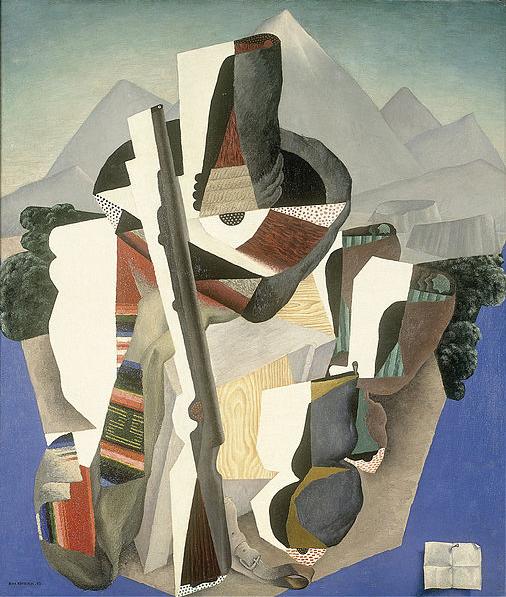
Paisaje Zapatista (1915)
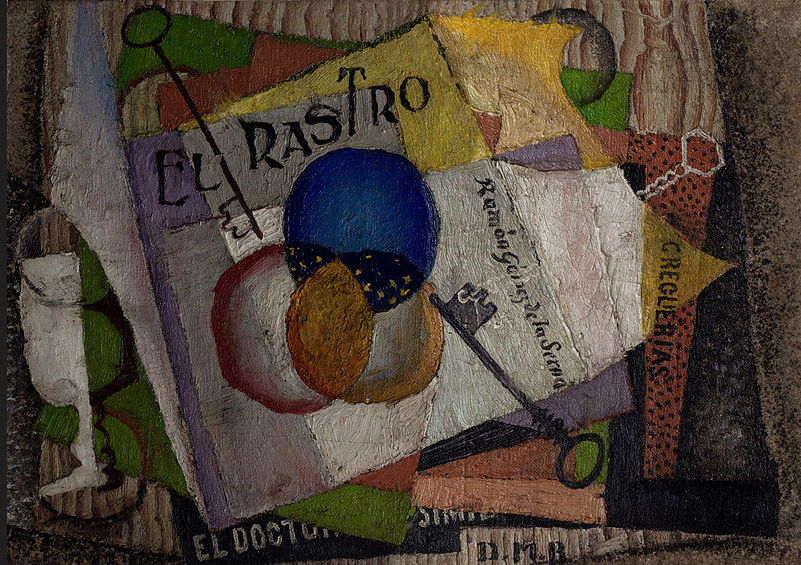
El Rastro (1915)

### Murales

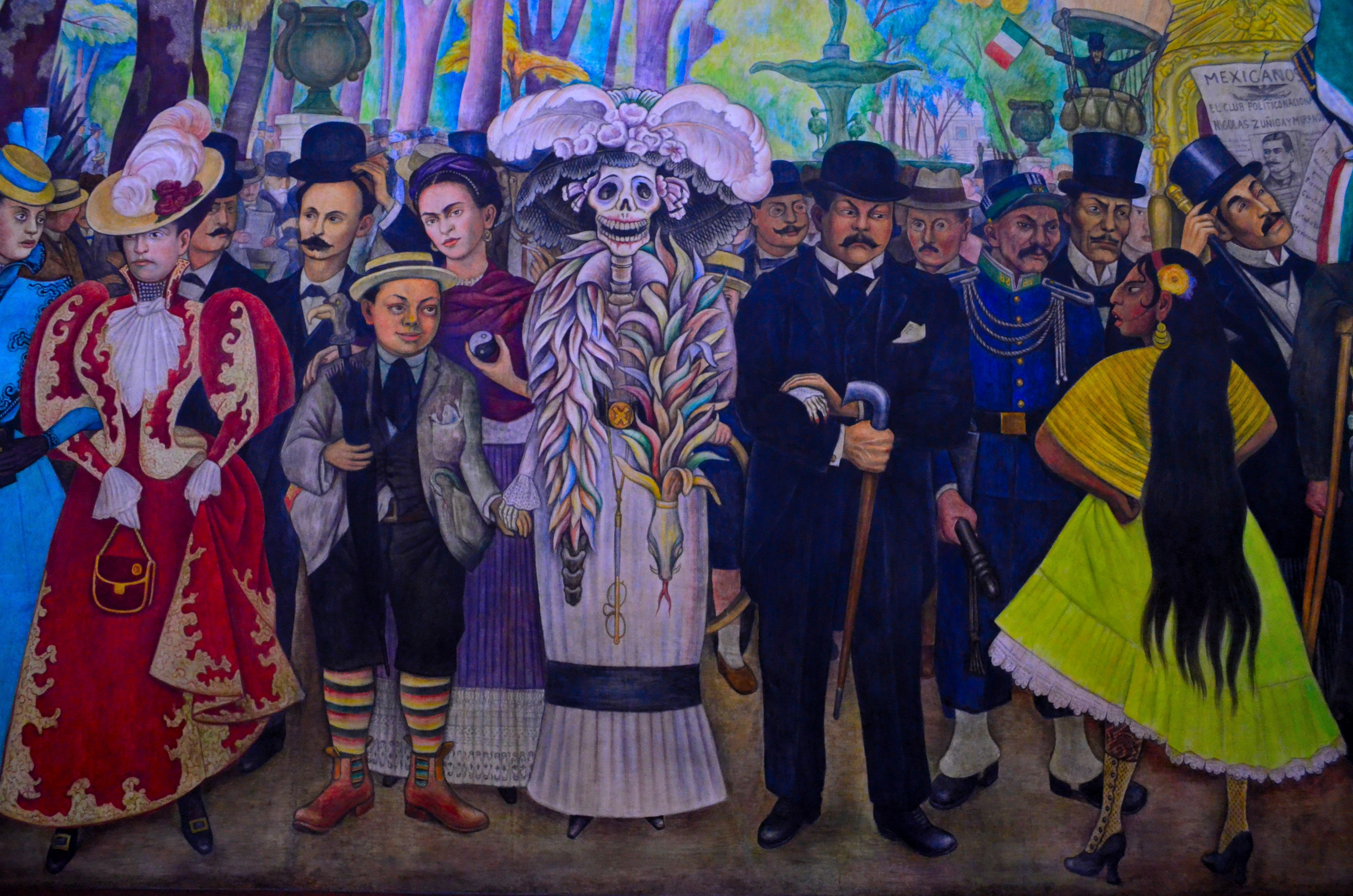
Sueño de una tarde dominical en la Alameda Central
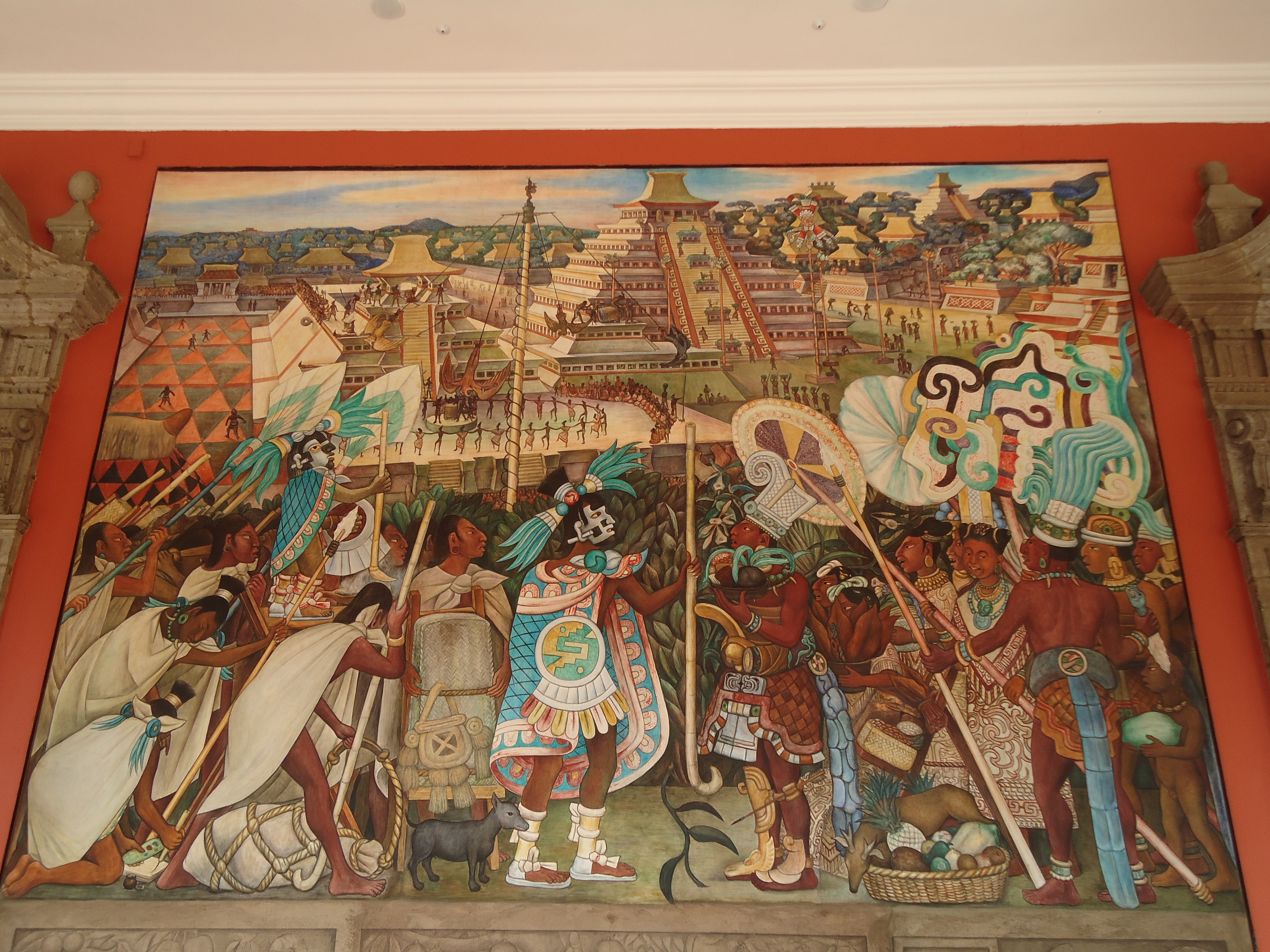
Ceremonias y celebraciones de la cultura totonaca
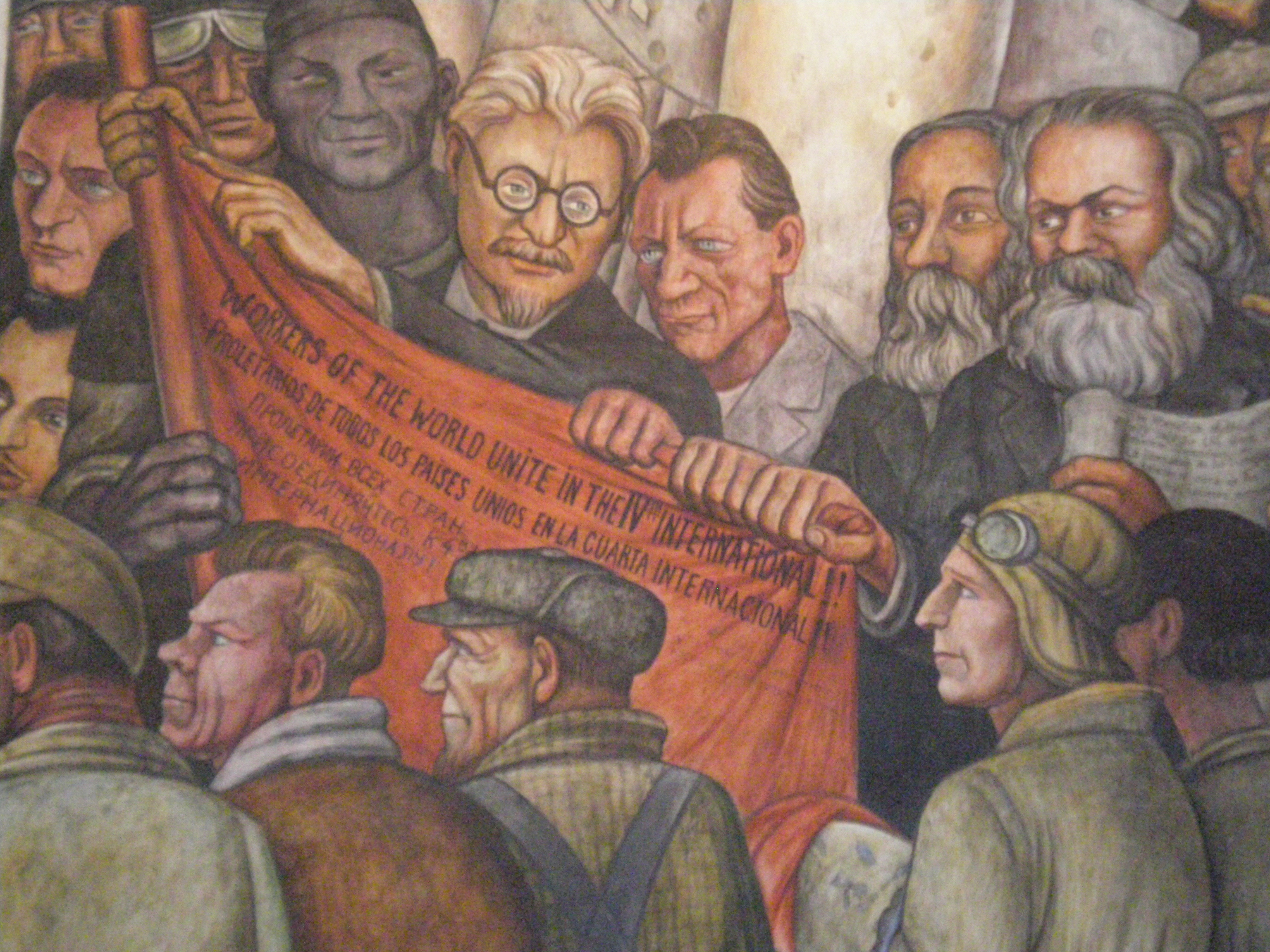
Fragmento de El hombre controlador del Universo
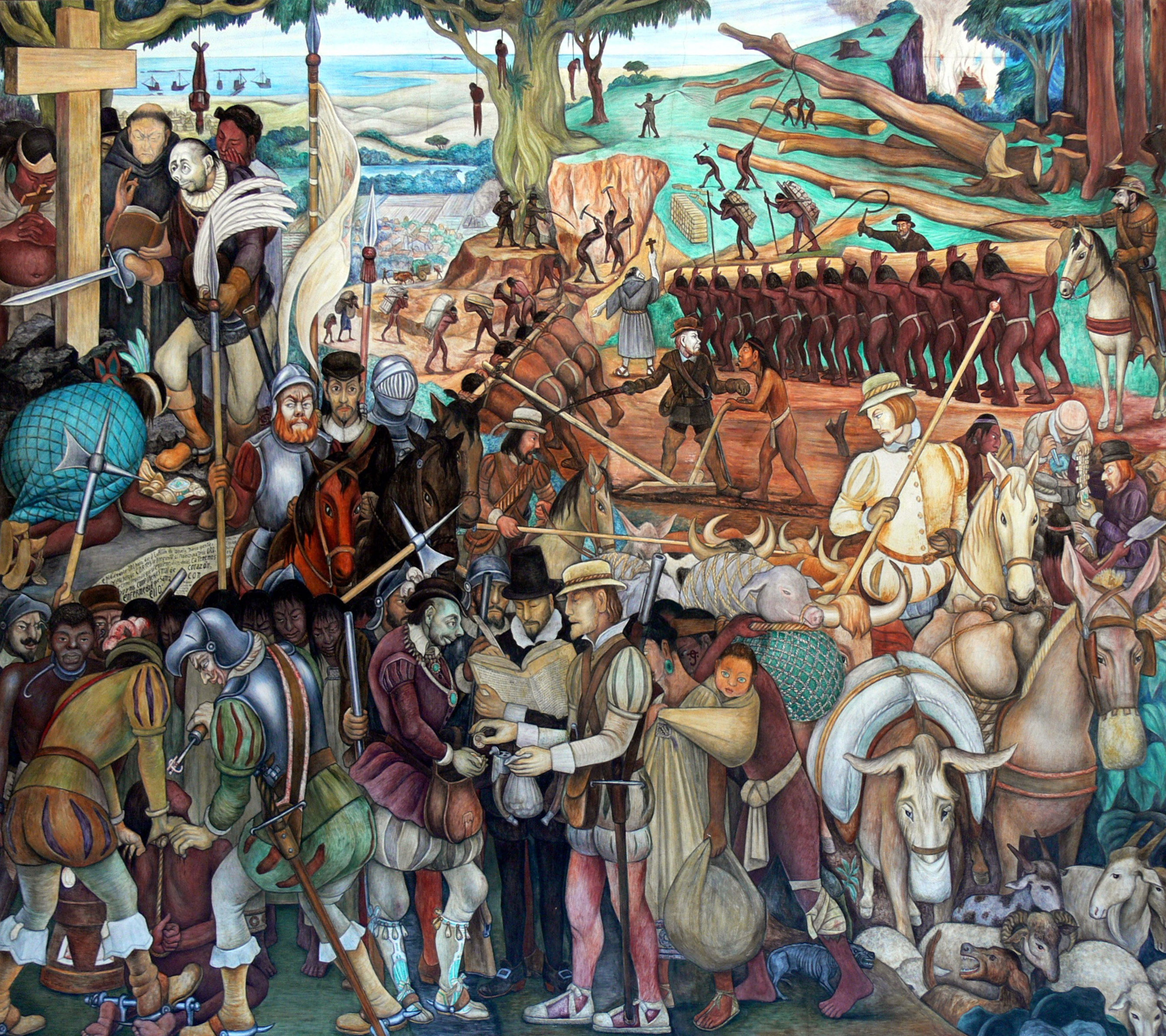
Mural del Palacio Nacional
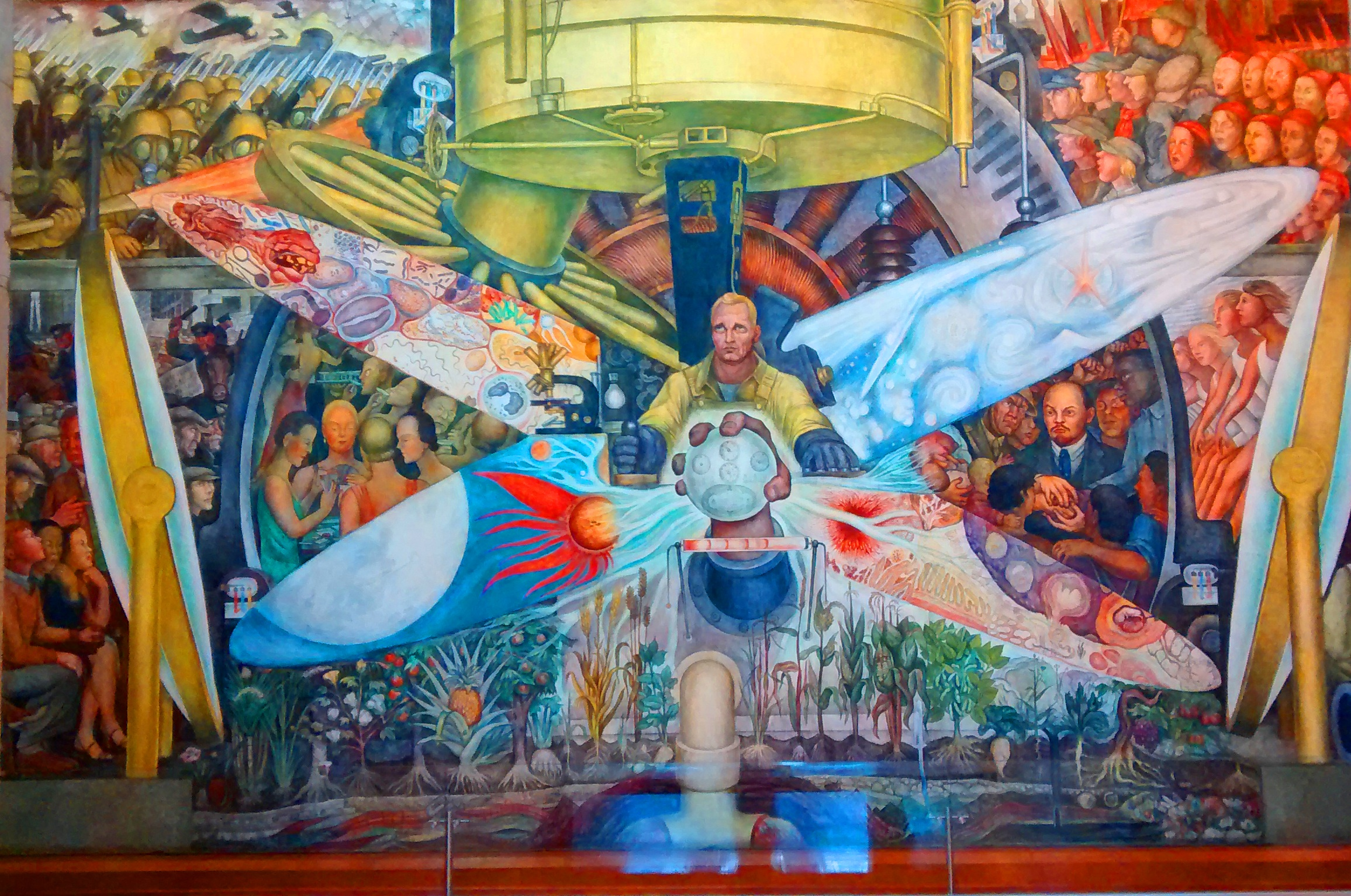
Vista central del mural El hombre controlador del Universo, en El Museo del Palacio de Bellas Artes, en la Ciudad de México.
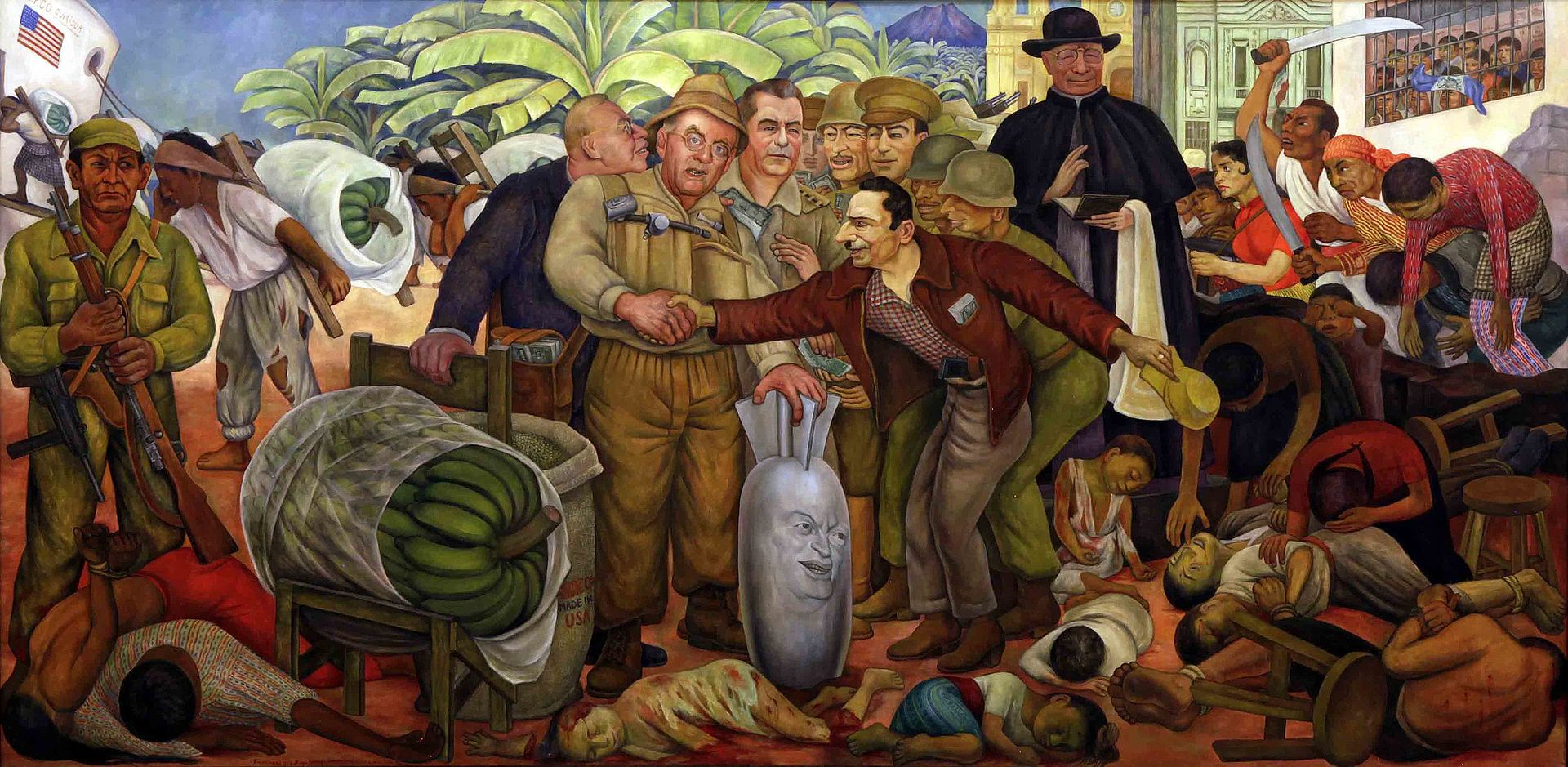
Gloriosa victoria, mural dedicado a Guatemala
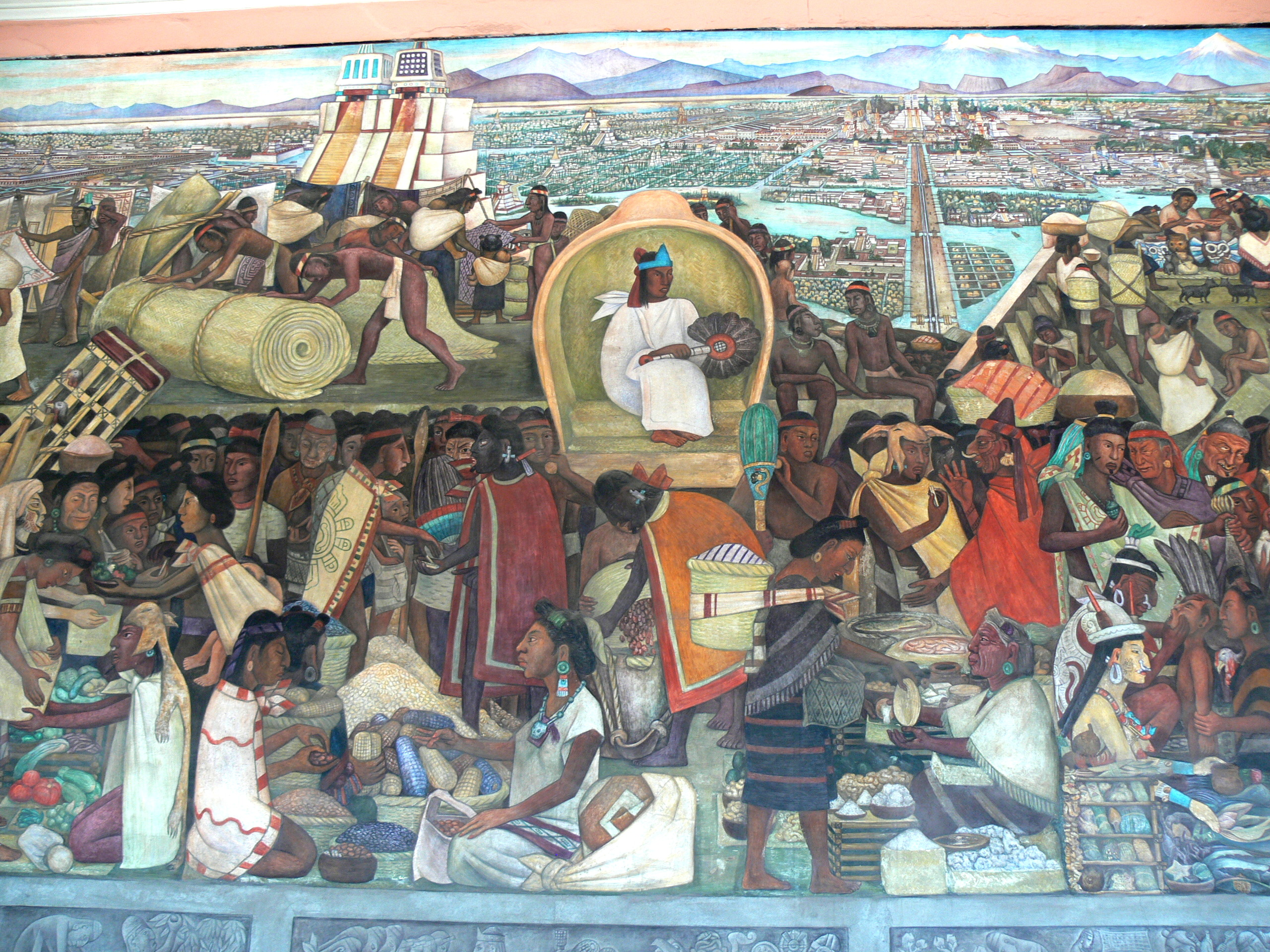
Mural que muestra la vida de los mexicas en el mercado de Tlatelolco. Se encuentra en el Palacio Nacional, en Ciudad de México.